# Бабьев, Владимир Николаевич
Владимир Николаевич Бабьев (10 июля 1924, село Угроеды, Краснопольский район, Сумский округ, УССР, ныне в составе Краснопольского района Сумской области Украины, — 30 мая 2014, Москва, Российская Федерация) — советский военачальник, начальник Центрального финансового управления Министерства обороны СССР (1986—1991), генерал-полковник (7.05.1987).

## Биография
Родился в семье агронома и учительницы. Окончил среднюю школу в 1941 году. В 1942 году с первого курса Воронежского авиационного института призван в Красную Армию. Окончил Московское Краснознаменное пехотное училище им. Верховного Совета РСФСР в 1943 году. В апреле 1943 года направлен в действующую армию на фронт Великой Отечественной войны. Воевал сначала в должности командира стрелкового взвода 267-го гвардейского стрелкового полка 87-й гвардейской стрелковой дивизии 69-й армии Воронежского фронта. Участник Курской битвы, в августе 1943 года во время Белгородско-Харьковской наступательной операции в боях под Белгородом ранен.
После излечения в госпитале перешёл на работу в финансовую службу. С августа 1943 — казначей финансового отделения штаба стрелкового полка на Центральном фронте, с августа 1944 — казначей финансового отделения штаба 1-го Белорусского фронта. Победу встретил в Берлине.
В послевоенное время, с 1945 года — начальник финансового отдела разведывательного управления штаба Группы советских оккупационных войск в Германии, с 1948 по 1949 годы — бухгалтер финансового отдела и переводчик финансового отдела штаба ГСВОГ. Окончил Военный факультет при Московском финансовом институте в 1952 году. После его окончания был направлен в Главное автобронетанковое управление Советской Армии, где последовательно прошёл должности: офицер финансового отдела, с 1954 — старший офицер финансового отдела, с 1957 — начальник финансового отдела.
В 1966—1972 годах — начальник финансовой службы Группы Советских войск в Германии. В 1972—1974 годах — начальник первого управления Центрального финансового управления Министерства обороны СССР. В 1974—1986 годах — первый заместитель начальника, а с июля 1986 года — начальник Центрального финансового управления Министерства обороны СССР. В 1972 году ему было присвоено воинское звание генерал-майор интендантской службы, в 1982 году — генерал-лейтенант интендантской службы.
В отставке с октября 1991 года.
После увольнения в отставку в течение десяти лет активно трудился в Центре военно-стратегических исследований Генерального штаба Вооружённых Сил Российской Федерации, где занимал должность главного научного сотрудника.
Жил в Москве. Скончался 30 мая 2014 года. Похоронен на Троекуровском кладбище.

## Награды
- орден Октябрьской Революции (1967)
- орден Трудового Красного Знамени (1972)
- орден Отечественной войны 1-й степени (1985)
- орден Красной Звезды (1945)
- орден «За службу Родине в Вооружённых Силах СССР» 3-й степени (1975)
- Медаль «За боевые заслуги»
- медаль «За отличие в охране государственной границы СССР»
- медаль «За взятие Берлина»
- медаль «За освобождение Варшавы»
- медаль «Ветеран Вооружённых Сил СССР»
- медаль «За строительство Байкало-Амурской магистрали»
- юбилейные медали
- медали Министерства обороны

иностранные награды:
- - Медаль «40 лет Социалистической Болгарии»
  - Медаль «100 лет со дня рождения Георгия Димитрова» (Болгария)
  - Медаль «30 лет МВД» (Болгария)
  - Медаль «За укрепление братства по оружию» (Болгария)
  - Медаль «20 лет Революционных Вооружённых Сил» (Куба)
  - Медаль «За укрепление дружбы по оружию» 1-й степени (Чехословакия)
  - Медаль «В память 30-летия освобождения Румынии от фашистского ига»